# Michele Valori
Michele Valori (Bologna, 23 giugno 1923 – Roma, 16 ottobre 1979) è stato un urbanista e architetto italiano.

## Biografia
Figlio dello scrittore e giornalista Aldo Valori e fratello dell'attrice Bice Valori, Michele Valori si laurea in architettura a Roma nel 1948. Attivo sperimentatore nell'ambito dell'edilizia residenziale, promotore di una nuova edilizia popolare, tra gli autori del nuovo piano regolatore di Roma negli anni sessanta, è stato un architetto di grande rigore, urbanista e docente. Professore ordinario e direttore dell'Istituto Universitario di Urbanistica presso la Facoltà di Architettura di Roma, ha svolto un'intensa attività professionale e di ricerca, nel campo della progettazione architettonica, della pianificazione urbanistica e dell'ingegneria civile, come testimonia la vasta produzione di progetti, studi e ricerche, opere realizzate.

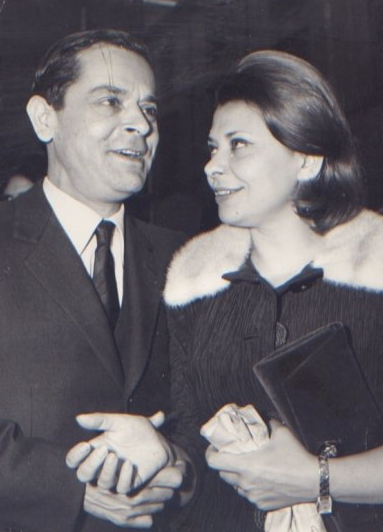
Michele Valori in compagnia della sorella Bice Valori

Vincitore di molti concorsi per piani regolatori urbani ed opere pubbliche, nel corso della sua vita professionale è stato chiamato a svolgere numerosi incarichi da società pubbliche e private operanti negli investimenti per l'edilizia residenziale e per i servizi. Un impegno culturale di grande rilievo sottolineato da premi ed attestati in Italia e all'estero e da incarichi prestigiosi in qualità di membro del Consiglio Superiore dei lavori Pubblici ha contraddistinto la sua opera maturatasi nell'ambito del neorealismo architettonico. Il 28 marzo 1962 è chiamato a far parte del comitato di consulenti insediato dal ministro dei Lavori pubblici Fiorentino Sullo, con il mandato di elaborare, in supporto degli uffici comunali, il nuovo piano regolatore generale (PRG) di Roma. Dopo alcune vicissitudini, il piano sarà adottato dal consiglio comunale il 18 dicembre 1962 e approvato dal governo il 16 dicembre 1965. Gli altri consulenti erano Mario Fiorentino, Piero Maria Lugli, Vincenzo Passarelli e Luigi Piccinato.
L'attività professionale di Valori si intreccia in un proficuo scambio con quella di molte personalità rilevanti dell'ambiente romano e milanese; si svolge prevalentemente per la committenza pubblica, dopo una formazione universitaria segnata da una diretta partecipazione alla cultura internazionale del moderno e dall'adesione all'APAO, l'Associazione per l'architettura organica, fondata da Bruno Zevi. Di grande interesse sul piano dell'urbanistica i progetti e gli studi planivolumetrici per insediamenti turistici e comprensori extraurbani che individuano un ambito di ricerca intermedio, tra la progettazione architettonica e la previsione territoriale, tra la precisione della cultura tecnica e la ricerca di una corretta impostazione di piano.
Una tensione intellettuale profonda viene a maturarsi intorno a questi temi e si esplicita nel contributo critico alle vicende del piano regolatore di Roma, così dolorosamente formulato in un suo famoso articolo dal titolo "Fare del proprio peggio", pubblicato dalla rivista Urbanistica, del 1959, in una fase in cui il comune di Roma, allora guidato da una giunta di centrodestra, aveva estromesso gli urbanisti dai lavori per il nuovo PRG: "Roma rischia di ritrovarsi tra vent'anni con gli stessi problemi di oggi, aggravati da un incremento edilizio e demografico enorme. La più orrenda, squalificata città del mondo che chiameremo Roma per una pietosa convenzione, per una abitudine fonetica". Di grande interesse appare oggi l'opera di Valori per il confronto serrato che propone con i temi del dibattito architettonico del dopoguerra: si tratta quasi di un unico tema svolto nelle innumerevoli occasioni di lavoro spesso in collaborazione con gli architetti che con maggiore incisività hanno operato in Italia dagli anni 1950 al 1980, nello sforzo di coniugare la ricerca e l'attenzione alle tematiche emergenti in quegli anni con una concezione della professione profondamente aderente alla realtà.
Valori muore improvvisamente nel 1979, cinque mesi prima della sorella Bice Valori, lasciando alcune opere interrotte. Ci restano molti scritti teorici (saggi, lezioni, appunti di viaggio, lettere private) che la moglie, Maria Valentina Tonelli, ha saputo raccogliere e tramandare attraverso il ricco archivio acquisito nel 2006 per le collezioni del MAXXI Architettura. Un corpus unitario di grande valore documentario che permette una lettura più complessa della sua attività progettuale, e anticipa i temi più attuali del dibattito di oggi, come il recupero dei centri storici e la questione ambientale.

## Opere
- Tra i progetti e le opere realizzate si ricordano: il quartiere INA-Casa Tiburtino a Roma (1949-54, in collaborazione), il villaggio "La Martella" a Matera (1952, in collaborazione), il progetto per le chiese di San Giovanni Bosco a Cinecittà a Roma (1952), alcuni edifici residenziali all'Eur, Roma (1955-59), il quartiere INA casa a Trapani, il quartiere CEP a Brindisi, complessi residenziali a Catania, Messina e a Caltanissetta (1959-60), la palazzina in zona Poggio Ameno a Roma (1961-64), il Piano regolatore di Roma (1964, in collaborazione), il piano di zona IACP Corviale coord. da M. Fiorentino (1972).

## Libri
- Michele Valori, Posta fatta in casa, a cura di Maria Valentina Tonelli, Gangemi Editore, 2003.
- Michele Valori, Taccuini di architettura, a cura di Valentina Tonelli e Margherita Guccione, Gangemi Editore, 2013
- “ Michele Valori architetto. Il pensiero, l’opera,l’archivio” a cura di Valeria Lupo, collana dei quaderni del Centro Archivi Maxxi, 2022